# Alex James
Steven Alexander James (Bournemouth, 21 de novembro de 1968) é um músico britânico. Ele é o baixista da banda de rock alternativo Blur. Na época foi o último a se juntar à banda., quando esta ainda se chamava "Seymour".
Também está na banda Fat Les com Keith Allen e Damien Hirst, e participou da gravação do primeiro álbum do Bad Lieutenant, Never Cry Another Tear.
Além de músico, ele também é/foi colunista de diversos periódicos britânicos, como The Sun, The Daily Telegraph, The Independent, The Times e The Sunday Times, além de ser um fazendeiro produtor de queijos.